# شهرستان مسوره
ناحیهٔ مسوره (به عربی: مدیریة مسورة) یک ناحیه در یمن است که در استان بیضاء واقع شده‌است.
ناحیهٔ مسوره ۷٬۰۳۸ نفر جمعیت دارد.